# Jevhen Malanjuk
Jevhen Filimonovič Malanjuk (ukrajinsky Євген Филимoнович Маланюк; 1. února 1897, Novoarchangelsk – 16. února 1968, New York) byl ukrajinský básník, esejista, kulturolog, literární kritik, překladatel, hydrotechnologický inženýr; byl výraznou osobností tzv. Pražské básnické školy, skupiny ukrajinských básníků, žijících a tvořících v meziválečném Československu.

## Životopis
Narodil se 1. února 1897 poblíž městečka Novoarchangelsk (dnes Kirovohradská oblast na Ukrajině). Jeho otec Filimon Malanjuk působil jako učitel a později právník u městského soudu, zajímal se o osvětovou činnost, režíroval amatérské divadelní hry, zpíval v chrámovém sboru a publikoval v časopisech.
Po skončení studií v gymnáziu v Jelizavětgradu (dnes Kropyvnyckyj) nastoupil Jevhen Malanjuk na petrohradskou polytechniku, kterou kvůli první světové a následné občanské válce nedokončil. Během 1. světové války byl povolán do carské armády. V roce 1915 se stal kadetem První kyjevské vojenské školy, kterou ukončil v lednu 1916. Sloužil pak v ruské armádě i na frontách 1. světové války a dosáhl hodnosti poručíka.
Po únorové revoluci a založení Ukrajinské lidové republiky v roce 1917 se stal staršinou (setníkem) Ukrajinské národní armády (UPR). Prošel tam pak různými funkcemi, na podzim 1919 se stal pobočníkem armádního velitele. Od konce prosince 1919 byl v polském zajetí. Po třech letech zoufalých bojů o ukrajinskou státnost se v roce 1920 spolu s dalšími internovanými vojáky UPR ocitl v polském integračním táboru v Kališi. Na Ukrajinu se pak vrátil ještě jednou – za doby německé okupace. V internaci Malanyuk hodně psal, spolu se svými přáteli dokonce vydával časopis Veselka (1922–1923), ve kterém začal publikovat. Založili i ochotnické divadlo a mužský pěvecký sbor, pořádali různé kulturní a vzdělávací akce.
Na podzim 1923 odešel básník do Československa, kde se usídlil v Poděbradech a vystudoval tu Hydrotechnickou fakultu Ukrajinské hospodářské akademie, která sídlila na poděbradském zámku. Tady také vznikla a v exilovém vydavatelství „Kyjiv“ v roce 1925 vyšla jeho první básnická sbírka Stylet i stylos. Aktivně se podílel i na organizovaní emigrantského literárního života. V roce 1925 se Malanjuk v Poděbradech seznámil se studentkou medicíny Zojou Ravych a oženil se s ní; v roce 1929 se však manželé rozvedli a Malanjuk po absolvování akademie odešel pracovat do Varšavy, kde přispíval zejména do Literaturno-naukového visnyku, vydávaného Dmytrem Doncovem.
Ve Varšavě se seznámil s Bohumilou Savitskou, pracovnicí československého velvyslanectví, která se pak stala jeho druhou manželkou. V roce 1934 se jim narodil syn Bohdan. Když vypukla druhá světová válka, manželka se synem odjeli do Prahy a Jevhen si přivydělával např. jako učitel ve varšavském pravoslavném semináři.
Od roku 1944 žil v Německu, protože po vstupu sovětských vojsk do Polska byl nucen znovu požádat o emigraci. V roce 1945 odjel do Řezna v domnění, že se do Československa, kde nechal ženu a syna, bude moci zanedlouho vrátit. V červnu 1949, když už nebyla žádná naděje na návrat, emigroval do Spojených států. Usídlil se v New Yorku, kde našel profesní uplatnění v inženýrské kanceláři; udržoval styky s příslušníky ukrajinské diaspory. Svou rodinu už víckrát nespatřil. Zemřel 16. února 1968. Byl pohřbený na hřbitově Bawen Brook v New Jersey, který je mezi ukrajinskou diasporou v USA známý jako „ukrajinský panteon“.

## Styl
Mnichovský literární badatel Ihor Kačurowskyj vyčleňuje v tvorbě Malanjuka čtyři dominující proudy:
- invektivně – historický
- nostalgický
- intimně – lyrický
- religiózně – mystický

Každý z těchto proudů lze v autorově poezii vystopovat, přičemž v poválečné tvorbě jsou patrnější meditativní, obecně lidské motivy, které převažují nad motivy boje za svobodu. Ve své rané tvorbě se Malanjuk projevil jako neoromantik, ale později se přiklonil k neoklasicistické literární tradici. Básníkova tvorba překypuje originálními neoromantickými pejzáži a jasnými, zářivými motivy. Pro jeho poezii je příznačná dynamičnost, úderná slova a historiografické momenty. Ústřední ideou jeho tvorby je idea ukrajinské samostatnosti, kterou hledá v pohnutých ukrajinských dějinách – od počátků a úpadku Kyjevské Rusi, přes kozácké období a období ruské (moskevské) nadvlády až k událostem 20. století, vzniku a tragickému zániku UNR. Ukrajina je v jeho básních vykreslená jako mystický prostor, kde se odpradávna odehrává fatální střet nejrůznějších civilizačních typů: Rusínů a Pečeněhů, Varjagů a Řeků, Západu a Východu, evropské civilizace a asiatské stepi.
Zajímavý je neortodoxní obraz personifikované Ukrajiny: Ukrajina je popisovaná jako dívka, znásilňovaná vojáky nejrůznějších armád, jako nahá otrokyně, stojící před vladařem, jako krutá a proradná manželka, vraždící svého muže – vládce, aby se vzápětí zasnoubila s jiným vládcem, nebo taky jako čarodějnice, která za úplňku letí na netopýřích křídlech pít krev svých dětí – „bastardů, napůl Rusínů, napůl Pečeněhů“; místy též jako další démonická bytost jako rusalka nebo navka (viz Psalmy stepu, Varjazka ballada).
Pozoruhodný je rovněž autorův religiózně-mystický synkretizmus, v němž koexistují elementy křesťanství a indoevropské mytologie, s důrazem na slovanskou a hellenskou (řeckou) archaickou kulturu. Prvky pohanství a křesťanství se v Malanjukových básních navzájem překrývají a splétají do zajímavého sémantického systému.

## Dílo
Jevhen Malanjuk byl velice plodným básníkem. Jeho literární dědictví zahrnuje 12 básnických sbírek a dvoudílný sborník esejů, literárně kritických a politicko-publicistických článků, vydaných pod názvem Knyha sposterežeň (Kniha postřehů).
Kromě toho je Malanjuk známý svými překlady evropských básníků do ukrajinštiny. Přeložil například Baudelaira, Gumiljova nebo Machara, se kterým udržoval styky během svého pobytu v Československu. Malanjukovy překlady byly vydávány v rámci jednotlivých sbírek. Ukrajinský čtenář se však mohl seznámit s těmito pozoruhodnými překlady evropského kulturního dědictví, stejně jako s celou Malanjukovou tvorbou, až po rozpadu SSSR a nabytí nezávislosti. Výběr:
- Stylet i stylos, Kyjiv, Poděbrady 1925
- Herbarij, Piligrym, Hamburg 1926
- Zemlja j zalizo, Tryzub, Paříž 1930
- Zemna Madonna, Kyjiv, Lvov 1934
- Persteń Polikarpa, Ukrajinśka knyhspilka, Lvov 1939
- Vybrani poeziji, 1943
- Vláda, Filadelfie 1951
- Pjata symfonija (poema), Filadelfie 1953
- Poeziji, New York 1954
- Ostannja vesna, New York 1959
- Serpeń, New York 1964
- Knyha sposterežeň, Homin Ukrajiny, Toronto 1962–1966
- Persteń i posoch, Suczasniśť, Mnichov 1974 (vydáno posmrtně)

## Literární cena Jevhena Malanjuka
Cena Jehvena Malanjuka se každoročně uděluje literátům Kirovohradské oblasti ve třech kategoriích:
- beletrie (poezie, próza, drama)
- literární věda a publicistika
- umělecký překlad (z nebo do ukrajinštiny)

Ceny se udělují vždy 2. února, o básníkových narozeninách.